# هلموت مانوال
هلموت مانوال (انگلیسی: Hellmut Maneval; ۱۳ نوامبر ۱۸۹۸ – ۱۹ آوریل ۱۹۶۷) بازیکن فوتبال اهل کشور آلمان بود.
وی همچنین در تیم ملی فوتبال آلمان بازی کرده‌است.